# Nick Johnson (baseball)
Pour les articles homonymes, voir Nick Johnson.
Nicholas Robert Johnson (né le 19 septembre 1978 à Sacramento, Californie, États-Unis) est un joueur de premier but ayant joué dans les Ligues majeures de baseball de 2001 à 2012.

## Carrière

### Yankees de New York
Nick Johnson est sélectionné en 3e ronde par les Yankees de New York en 1996. Il fait ses débuts dans les Ligues majeures le 21 août 2001, prenant part à 23 parties. 
Il joue sa saison recrue pour les Yankees en 2002, frappant 15 coups de circuit et produisant 58 points en 129 matchs. 
Laissé de côté dans les séries éliminatoires de 2001, Johnson joue 3 parties en Séries de divisions contre Anaheim en 2002. En 2003, Johnson se distingue peu lors des deux premiers tours éliminatoires avant de réussir 5 coups sûrs en 6 parties lors de la Série mondiale, perdue par New York.
Après la saison 2003, où il affiche une moyenne au bâton de ,284 en 96 parties, Johnson est échangé aux Expos de Montréal. Le 16 décembre 2003, le lanceur Randy Choate et le voltigeur Juan Rivera accompagnent Johnson dans le transfert vers Montréal qui permet aux Yankees d'acquérir le lanceur partant Javier Vasquez.

### Expos de Montréal / Nationals de Washington
À son unique saison chez les Expos, Nick Johnson frappe pour ,251 avec 7 circuits et 33 points produits en 73 rencontres. Il suit la franchise dans son déplacement vers la ville de Washington au printemps 2005 et s'aligne avec les Nationals jusqu'en 2009. Joueur de premier but titulaire du club, il frappe dans des moyennes de ,289 et ,290 lors des campagnes 2005 et 2006, claquant 15 puis 23 circuits et totalisant 74 et 77 points produits.
En 2008, les blessures le tiennent à l'écart du jeu pour la majeure partie de la saison et les partisans des Nationals ne le voient apparaître que dans 38 des 162 parties du calendrier régulier. 

Il reprend sa place dans l'alignement en 2009 et partage le travail au premier but avec la récente acquisition des Nats, Adam Dunn, engagé comme agent libre au cours de l'entre-saison.

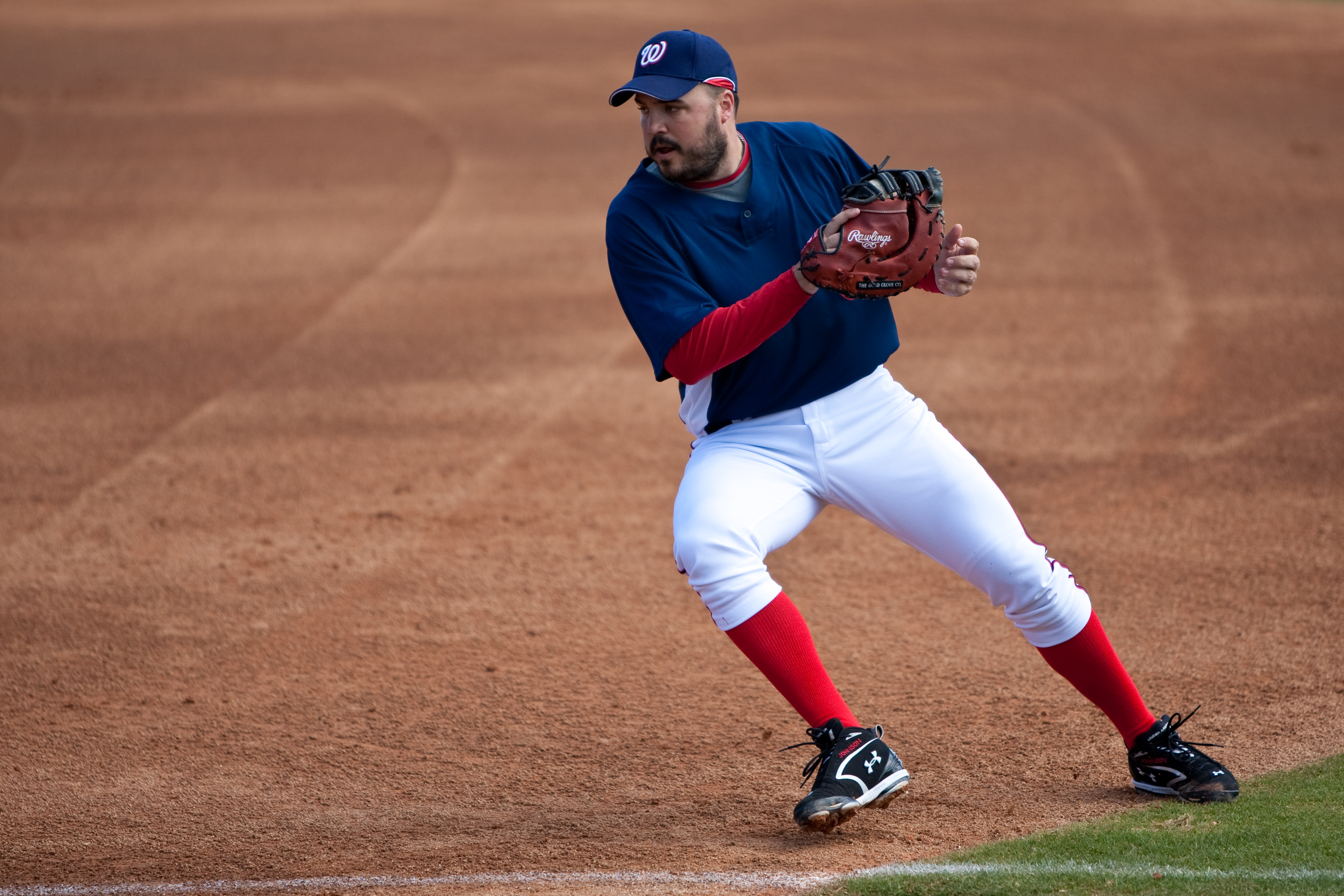
Nick Johnson à l'entraînement avec les Nationals en mars 2009.

Johnson frappe pour ,295 avec 44 points produits avant un échange qui l'envoie aux Marlins de la Floride le 31 juillet. Les Marlins cèdent le lanceur des ligues mineures Aaron Thompson pour obtenir ses services. Au moment de son départ, Johnson était le dernier joueur de l'effectif des Nationals à avoir joué à Montréal.

### Marlins de la Floride
Johnson affiche une moyenne au bâton de ,279 en 35 parties pour la Floride, terminant l'année 2009 avec une moyenne de ,291 et 62 points produits en 133 rencontres.

### Retour avec les Yankees
En décembre 2009, quelques jours après que les Yankees ont rapatrié par voie de transaction leur ancien lanceur étoile Javier Vasquez, Nick Johnson, qui était passé aux Expos six années plus tôt dans l'échange impliquant ce joueur, revient à New York lui aussi. Les Yankees lui accordent un contrat d'un an et prévoient faire de lui le frappeur désigné qui remplacera Hideki Matsui pour la saison 2010. Il ne joue que 20 parties dans ce rôle et 24 au total pour les Yankees.

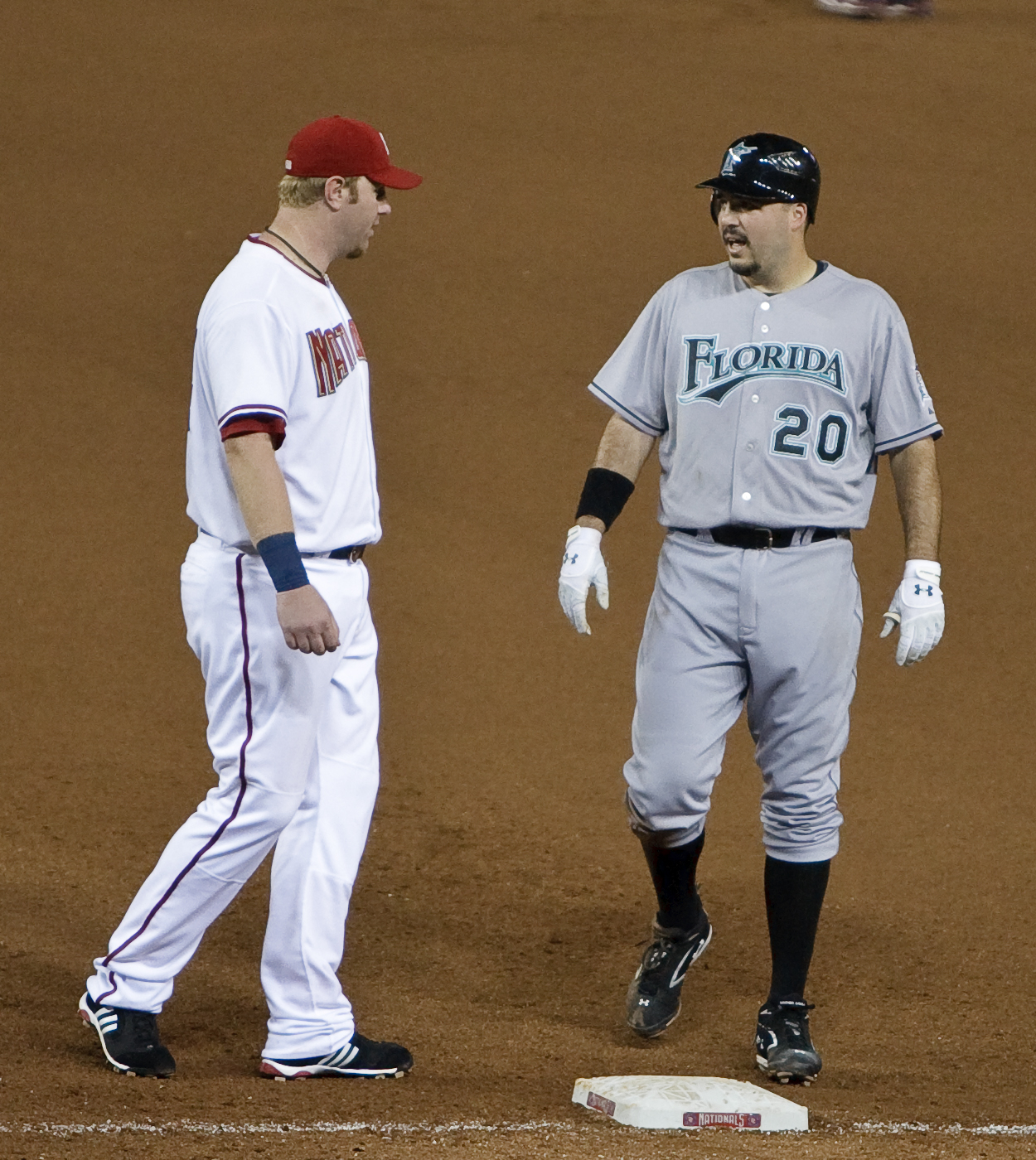
S'alignant avec les Marlins en 2009, Nick Johnson (à droite) discute avec son ancien coéquipier Adam Dunn dans une partie contre les Nationals.

### Orioles de Baltimore
Agent libre durant l'hiver 2010-2011, Johnson signe un contrat de Ligues mineures chez les Indians de Cleveland le 7 mars 2011. Il ne joue qu'en ligues mineures sans être rappelé par Cleveland. Le 10 février 2012, il rejoint les Orioles de Baltimore et évolue pour cette équipe jusqu'en juin.
Le 28 janvier 2013, il annonce sa retraite à l'âge de 34 ans.
Nick Johnson a joué 832 parties dans le baseball majeur. Il compte 723 coups sûrs, 95 circuits, 398 points produits et 430 points marqués. Sa moyenne au bâton s'élève à ,268 et sa moyenne de présence sur les buts à ,399.

## Vie personnelle
Nick Johnson est le neveu de Larry Bowa, un ancien joueur et manager des Ligues majeures de baseball.